# 뿌요뿌요!! 20th 애니버서리
《뿌요뿌요 20주년 애니버서리》(ぷよぷよ!! Puyopuyo 20th Anniversary)은 일본의 게임회사 세가에서 제작한 낙하형 퍼즐 게임이다.

## 발매
- 닌텐도 DS : 2011년 7월 14일
- 닌텐도 3DS, 닌텐도 위, 플레이스테이션 포터블 : 2011년 12월 15일

## 진행 규칙

### 뿌요뿌요
《뿌요뿌요》초창기 룰을 적용한다. 이 룰은 다른 룰과 다르게 상쇄기능이 없다.
예를 들어 상대방이 방해뿌요를 보내 자신에게 예고방해뿌요가 있어도 상쇄하지 않고 바로 상대방에게 방해뿌요를 보낼수 있다. 상쇄를 하지 않으므로 결국 방해뿌요는 양쪽 모두에게 떨어지게 된다. Next 뿌요가 1칸만 있고 좁은 공간에서는 뿌요를 180도 돌릴 수 없다.

### 뿌요뿌요 2
《뿌요뿌요 2》의 룰을 적용한다. 이때부터 자신의 필드위에 있는 예고방해뿌요를 상쇄할 수 있다. 모두 상쇄하면 상대방에게 방해뿌요를 보낼 수 있다. Next 뿌요가 2칸으로 늘어나고 좁은 공간에서 뿌요를 180도 돌릴 수 있는 기능이 추가되었다. 현재 대부분의 룰은 기본적으로 《뿌요뿌요2》의 룰을 적용하고 있다.

### 뿌요뿌요 Sun
《뿌요뿌요 Sun》의 룰을 적용한다. 방해뿌요를 보냈을 때 상대가 상쇄를 하면 양쪽 필드에 태양뿌요가 떨어진다. 상쇄되는 방해뿌요가 많을 수록 더 많은 태양뿌요가 떨어진다. 태양뿌요가 필드에 떨어져있을 때 방해뿌요처럼 태양뿌요를 제거할 수 있는데 제거할 경우 상대방에게 보낼 수 있는 방해뿌요가 평소보다 많아지며 연쇄수가 높을수록 태양뿌요의 효과도 증가한다.

### 뿌요뿌요 피버
《뿌요뿌요 피버》, 《뿌요뿌요 피버 2》의 피버 룰을 적용한다. 방해뿌요를 보냈을 때 상대가 상쇄를 하면 그 상대는 피버 게이지가 늘고 자신의 피버 지속 시간을 1초 늘린다. 남은 시간은 《뿌요뿌요 15주년 애니버서리》, 《뿌요뿌요 7》처럼 소수 첫째 자리에서 올림하여 표시된다. 따라서 남은 시간이 ‘0’이 되면 피버 종료가 확정된다.

## 스토리
스토리는 다음과 같이 진행한다.
| 아르르 나쟈 1. 사탄 2. 드래코켄타우로스 3. 스케토우다라 4. 세죠 위그이 5. 윗치 6. 카방클 7. 루루 8. 사탄 | 아미티 1. 아코르 선생 2. 라피나 3. 리델 4. 시그 5. 크루크 6. 아르르 나쟈 7. 윗치 8. 아코르 선생 | 안도 링고 1. 오니온 2. 유우 & 레이 3. 아미티 4. 렘레스 5. 사사키 마구로 6. 리스쿠마 선배 7. 아르르 나쟈 8. 에코로 | 시그 1. 안도 링고 2. 리델 3. 라피나 4. 렘레스 5. 아미티 6. 페리 7. 크루크 8. 아코르 선생 | 라피나 1. 아미티 2. 시그 3. 드래코켄타우로스 4. 크루크 5. 스케토우다라 6. 렘레스 7. 루루 8. 아코르 선생 |  |

| 세죠 위그이 1. 크루크 2. 시그 3. 리스쿠마 선배 4. 카방클 5. 아르르 나쟈 6. 안도 링고 7. 루루 8. 사탄 | 사사키 마구로 1. 안도 링고 2. 아미티 3. 리델 4. 크루크 5. 스케토우다라 6. 리수쿠마 선배 7. 안도 링고 8. 에코로 | 아코르 선생 1. 아미티 2. 시그 3. 리델 4. 크루크 5. 라피나 6. 렘레스 7. 페리 8. 에코로 | 리델 1. 오니온 2. 드라코켄타우로스 3. 유우 & 레이 4. 페리 5. 사사키 마구로 6. 윗치 7. 루루 8. 사탄 | 사탄 1. 오니온 2. 안도 링고 3. 루루 4. 세죠 위그이 5. 카방클 6. 아르르 나쟈 7. 아코르 선생 8. 에코로 |